# Mr. Vegas

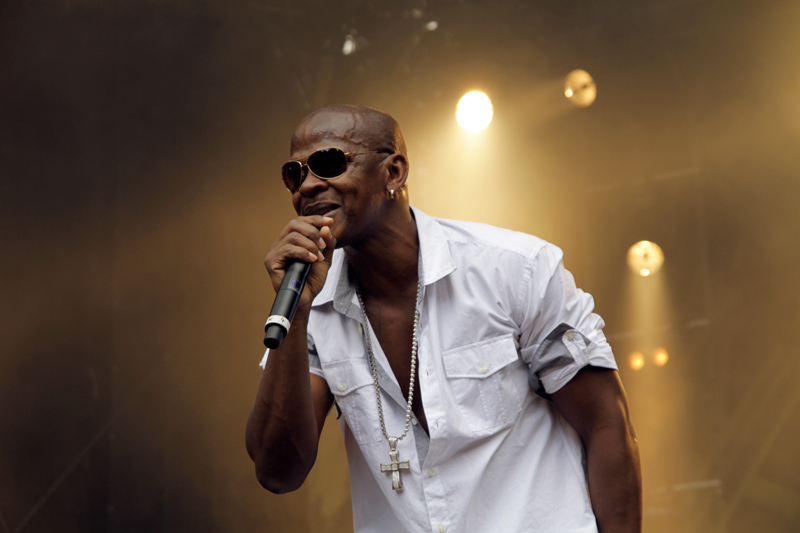
Mr. Vegas (2010)

Mr. Vegas, eigentlich Clifford Smith (* 29. September 1975 in Kingston, Jamaika) ist ein jamaikanischer Dancehall-Sänger und -Singjay. In seinen Vocals mischt er Elemente des Rap und jamaikanisches Toasting mit Gesang zu seinem ganz eigenen Stil.

## Karriere
Ursprünglich war „Mr. Vegas“ ein Spottname, den Clifford Smith von Schulkameraden beim Fußballspielen bekam, da sein Laufstil sowie seine rosafarbene Sporthose bei ihnen Assoziationen an die Go-Go-Girls im Club Las Vegas in Kingston weckten. Er trug den Namen jedoch selbstbewusst als Spitznamen, und schon zu Beginn seiner Karriere als Dancehall-Musiker auch als Künstlernamen in der ansonsten vielfach von Männlichkeitsdemonstrationen geprägten Dancehall-Szene. Smith interessierte sich bereits als Jugendlicher für Musik, und 1996 wurde der Produzent Don Yute auf den jungen Mann aufmerksam und Mr. Vegas bekam eine Einladung zu ersten Aufnahmen in dessen Studio. 
Der Durchbruch kam 1997. Vegas lag mit einem Kieferbruch im Krankenhausbett und hörte Beenie Mans Who Am I. Er verließ gegen den ärztlichen Rat das Krankenhaus, um im Studio des neuen Produzenten Jeremy Harding seinen eigenen Text auf den Riddim zu singen. Der so entstandene Song Nike Air wurde sofort ein Hit in Jamaika.
Während Nike Air noch in den Spitzen der jamaikanischen Musikcharts rangierte, wurde Heads High herausgebracht, der nicht nur in Jamaika, sondern auch bald in Großbritannien und weltweit zum Erfolg wurde. Heads High hielt sich mehrere Wochen in den amerikanischen Billboard-„Hot R&B/Hip-Hop Single & Tracks“-Charts und kam bis auf Platz 69, was außergewöhnlich war für einen Song des Ende der 1990er außerhalb Jamaikas weitgehend unbekannten Musikgenres. 1998 brachte Mr. Vegas dann sein gleichnamiges Debütalbum Heads High bei Greensleeves Records heraus. Der Erfolg der Single setzte sich mit dem Album fort, es erreichte Platz 5 in den Billboard-„Top Reggae Album“-Charts. 
Im Jahr 2001 folgte Album Damn Right (mit Gastauftritten von Shaggy und Big Yard), das mit leichten Tendenzen zum Hip-Hop und R&B aufwartete. Das Album verkaufte sich gut und stieg bis auf Platz 2 der Billboard-Reggaealbum-Charts. Der in Zusammenarbeit mit Sean Paul entstandene Song Hot Gal Today von diesem Album knüpfte an die Erfolge von Heads High an.
Der nächste große Hit kam 2004 mit Pull Up, der auch Titelsong eines Albums wurde, das im gleichen Jahr für sein neues Label Delicious Vinyl herauskam. Der Song schaffte es sogar knapp bis in die allgemeinen Billboard Hot 100 Charts. Das Album Constant Spring von 2005 fand Beachtung in Jamaika, erschien aber nicht in Deutschland. 2007 erschien das wieder etwas R&B-lastigere Album Hot It Up, darauf weitere erfolgreiche Titeln wie Hot Wuk und Taxi Fare. 
Im Jahr 2008 verkündete Mr. Vegas seinen Rückzug aus dem Musikgeschäft. Er erklärte sich zur Ruhe setzen zu wollen, um Zeit mit Gott und seinen Kindern verbringen zu können. Er blieb dennoch in der Folgezeit weiter musikalisch aktiv.
Aufgenommen im Jahr 2011 und Anfang 2012, erschien am 29. Mai 2012 über sein neugegründetes Plattenlabel „MV Music“ ein neues Studioalbum mit dem Titel Sweet Jamaica.
Im Zuge von Jamaikas 50-jähriger Unabhängigkeit, absolvierte Mr. Vegas eine Studiosession, in der er einen All-Star-Remix seines Liedes The Voices of Sweet Jamaica produzierte. Hierbei lud er eine Reihe an jamaikanischen Künstlern ein, darunter Shaggy, U-Roy und Barrington Levy. Alle Erlöse der Aufzeichnung gingen den Kindern der Mustard Seed Communities in Kingston, Jamaika zugute. Im Jahr 2012 erhielt Mr. Vegas eine MOBO-Award-Nominierung in Großbritannien. Sweet Jamaica wurde von Google Music in den „Top 50 Alben von 2012“ aufgeführt, „Complex Magazine“ nahm es in den „Top 100 Alben von 2012“ auf und auch iTunes zählt es zu den „Best-of-2012“-Alben in der Kategorie Reggae. Das Album debütierte auf Platz 7 der Billboard-Reggae-Albums-Charts.
Des Weiteren erhielt er mehrere Auszeichnungen bei der 32. IRAWMA-Ausgabe am 4. Mai 2013. Sweet Jamaica wurde dabei als „Song des Jahres“ ausgewählt und Bruk it Down als „Video des Jahres“.
Das Album Reggae Euphoria wurde im September 2014 veröffentlicht. Er war Teil eines Remix’ von Beyoncés Standing on the Sun, der in der Titelliste ihres selbstbetitelten Albums aufzufinden war. Ein Album bestehend aus Coverversionen, betitelt als Lovers Rock and Soul, wurde im Oktober 2015 veröffentlicht.
Im August 2017 veröffentlichte er in Zusammenarbeit mit den niederländischen DJs und Produzenten Hardwell und Henry Fong das Lied Badam.

## Diskografie

### Singles
- 1998: Heads High
- 2001: Damn Right
- 2004: Pull Up
- 2005: Constant Spring
- 2007: Hot It Up
- 2008: The Hits (Best Of)
- 2012: Sweet Jamaica (2 CDs – 1x Dancehall & 1x Reggae)
- 2013: Bruk It Down 2.0
- 2014: Reggae Euphoria
- 2015: Lovers Rock And Soul
- 2016: This Is Dancehall